# Manfred Lütz

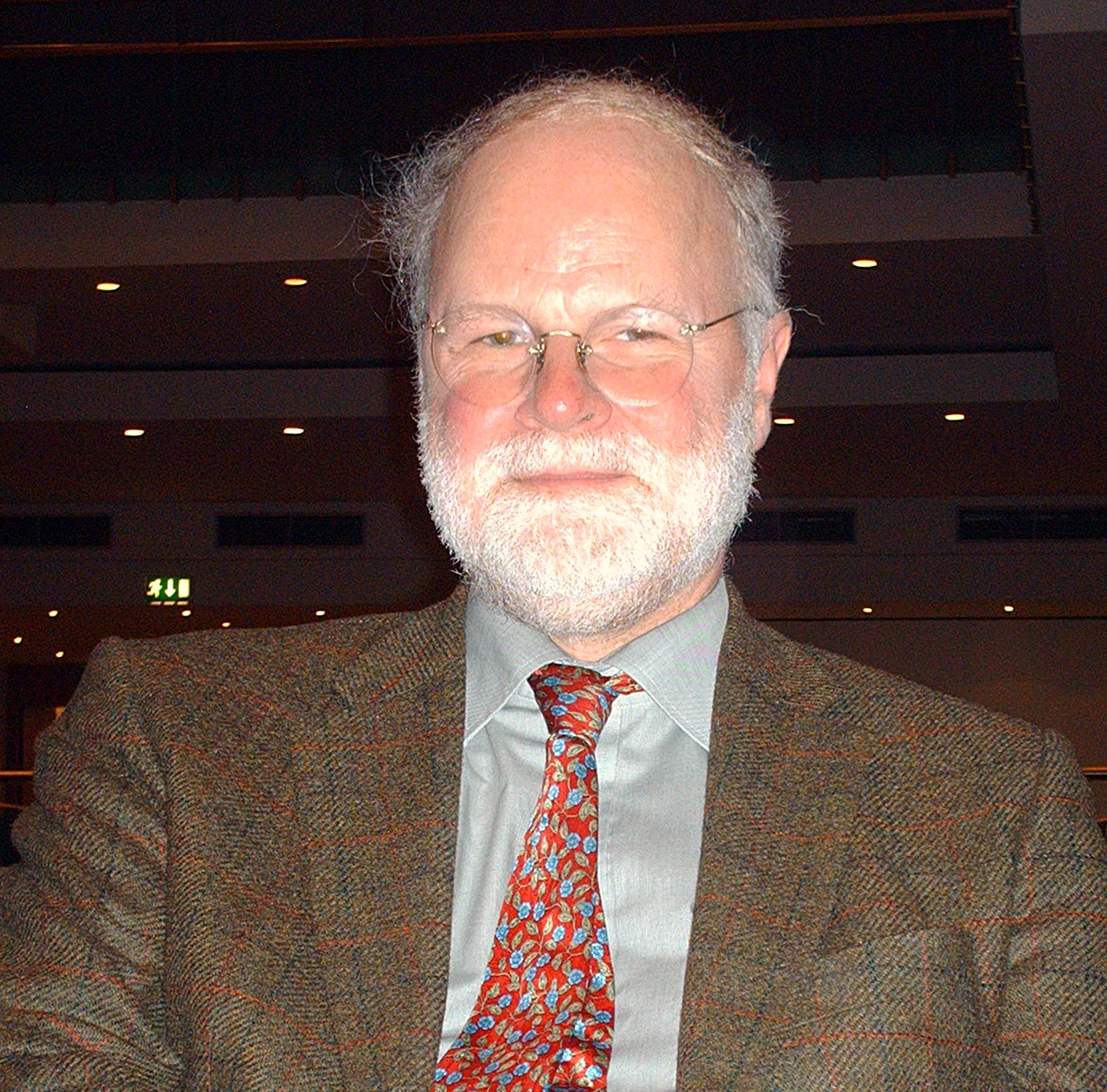
Manfred Lütz 2009

Manfred Lütz, född 18 mars 1954 i Bonn, är en tysk katolsk läkare, teolog och författare. Han publicerade 2007 boken Gott. Eine kleine Geschichte des Größten.